# Rajd Pneumant 1967
Rajd Pneumant 1967 (8. Rallye DDR – Pneumant Rallye) – 7. edycja rajdu samochodowego Rajd Pneumant rozgrywanego w NRD. Rozgrywany był od 6 do 8 kwietnia 1967 roku. Była to piąta runda Rajdowych Mistrzostw Europy w roku 1967 oraz pierwsza runda Rajdowego Pucharu Pokoju i Przyjaźni w roku 1967.

## Klasyfikacja rajdu
| Miejsce                      | Kierowca                     | Pilot                        | Samochód                     | Czas                         | Strata                       |                              |
| Klasyfikacja generalna i ERC | Klasyfikacja generalna i ERC | Klasyfikacja generalna i ERC | Klasyfikacja generalna i ERC | Klasyfikacja generalna i ERC | Klasyfikacja generalna i ERC | Klasyfikacja generalna i ERC |
| ---------------------------- | ---------------------------- | ---------------------------- | ---------------------------- | ---------------------------- | ---------------------------- | ---------------------------- |
| 1.                           | Günter Rüttinger             | Günter Bork                  | Wartburg 353                 | 58:28                        | 0.0                          |                              |
| 2.                           | Kurt Otto                    | Wolfgang Strehlow            | Wartburg 353                 | 1:36:05                      | +37:37                       |                              |
| 3.                           | Kurt Rüdiger                 | Egon Culmbacher              | Wartburg 353                 | 1:38:23                      | +39:55                       |                              |
| 4.                           | Kenneth Gram Nielsen         | Morgens Boesgaard Sorensen   | Austin Mini Cooper           |                              |                              |                              |
| 5.                           | Hans Ullmann                 | Werner Lange                 | Trabant P601                 |                              |                              |                              |
| 6.                           | Antoni Weiner                | Jan Karel                    | Steyr Puch 650 TR            |                              |                              |                              |
| 7.                           | Hans Beck                    | Herbert Heuser               | Opel Kadett                  |                              |                              |                              |
| 8.                           | Dieter Lambart               | Hans Vogt                    | Opel Kadett                  |                              |                              |                              |
| 9.                           | Jan Langer-Andersen          | Holger Møller-Nielsen        | Fiat 1500                    |                              |                              |                              |
| 10.                          | Henryk Ruciński              | Adam Wędrychowski            | Volkswagen 1600              |                              |                              |                              |
| Klasyfikacja CoPaF           |                              |                              |                              |                              |                              |                              |
| 1.                           | Günter Rüttinger ?           | Günter Bork ?                | Wartburg 353                 |                              |                              |                              |